# Comedian Harmonists (film)
Comedian Harmonists è un film tedesco del 1997, diretto da Joseph Vilsmaier. Si tratta della storia dei Comedian Harmonists.